# Rubens Rangel
Rubens Rangel (São Fidélis, 29 de junho de 1904 — 19 de junho de 1974) foi um político brasileiro.

## Biografia
Filho de Joaquim de Souza Rangel e de Maria Mendonça Rangel. Fez o curso secundário no Colégio Bittencourt.
Radicado no Espírito Santo, aí elegeu-se vereador em Mimoso do Sul em novembro de 1946, assumindo o mandato em março de 1947. Eleito prefeito da mesma cidade no pleito de novembro de 1950, deixou a Câmara Municipal da cidade em janeiro do ano seguinte, para ocupar a prefeitura em março.
Deixando a prefeitura de Mimoso do Sul em janeiro de 1954, foi eleito deputado federal em outubro desse ano na legenda da Coligação Democrática formada pelo Partido Trabalhista Brasileiro (PTB), ao qual era filiado, o Partido Republicano (PR), o Partido de Representação Popular (PRP) e o Partido Social Progressista (PSP). Assumindo sua cadeira na Câmara dos Deputados em fevereiro de 1955, licenciou-se em seguida para ocupar o cargo de secretário de Viação e Obras Públicas no governo de Francisco Lacerda de Aguiar (1955-1959).
Em outubro de 1958 elegeu-se mais uma vez deputado federal pelo Espírito Santo na legenda do PTB, assumindo o mandato em fevereiro do ano seguinte. Durante os trabalhos parlamentares, não opôs reparos à política internacional inaugurada pelo governo Jânio Quadros (1961). Em setembro de 1961 após a renúncia do presidente (25/8/1961), votou contra a Emenda Constitucional nº 4, que instituiu o regime parlamentarista como medida conciliatória para propiciar a posse do vice-presidente João Goulart, cujo nome era vetado pelos ministros militares. Foi ainda a favor do reatamento efetivado em novembro do mesmo ano das relações comerciais e diplomáticas com a União Soviética, rompidas desde 1947. Ainda em novembro apoiou a Emenda Constitucional nº 5, que ampliou a participação dos municípios na renda tributária nacional. Foi favorável também à antecipação do plebiscito, que fora inicialmente previsto para inícios de 1965 mas em janeiro de 1963 decidiria pela volta ao presidencialismo.
Foi vice-governador do Espírito Santo, assumindo o governo com a renúncia de Francisco Lacerda de Aguiar, de 5 de abril de 1966 a 31 de janeiro de 1967, quando foi substituído por Cristiano Dias Lopes Filho, eleito pela Assembléia Legislativa em setembro do ano anterior.
Faleceu no dia 19 de junho de 1974. Era casado com Helena Rangel.